# Flughafen Presidente Nicolau Lobato

i7
i11
i13

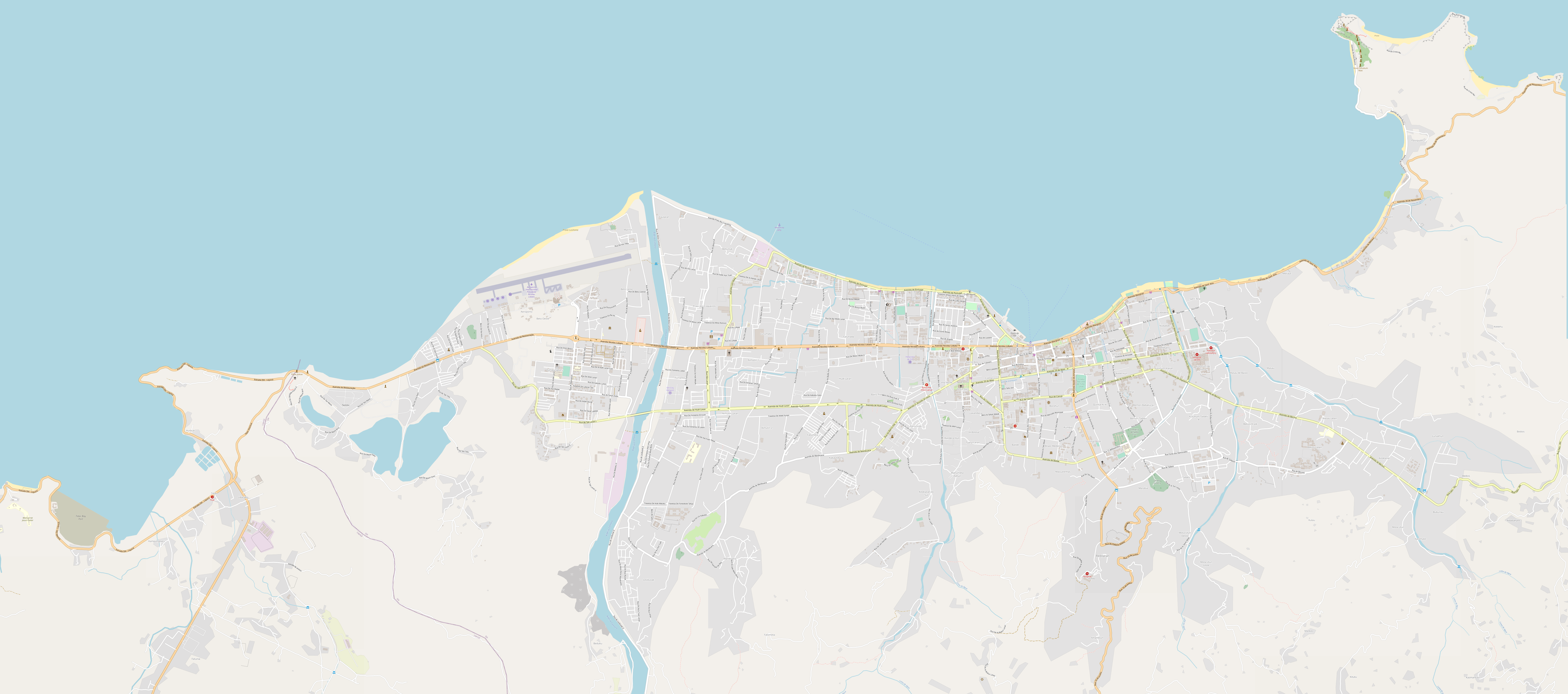
Der Flughafen liegt im Nordwesten der Stadt im Suco Madohi

Der Flughafen Presidente Nicolau Lobato (ehemals Comoro, IATA-Code: DIL, ICAO-Code: WPDL) ist der Hauptstadtflughafen von Dili, Osttimor. Er wurde nach Nicolau dos Reis Lobato, dem ersten Premierminister und zweiten Präsidenten des Landes, benannt, der im Kampf gegen die indonesische Besatzung umkam. Der Flughafen liegt in Dilis Stadtteil Madohi (bis 2017 Teil des Sucos Comoro). Größere Maschinen als die Boeing 737 können den Flughafen wegen seiner nur 1849 Meter langen Start- und Landebahn nicht anfliegen. Sie müssen zum älteren Flughafen Baucau (IATA code: BCH) bei Baucau ausweichen.

## Geschichte

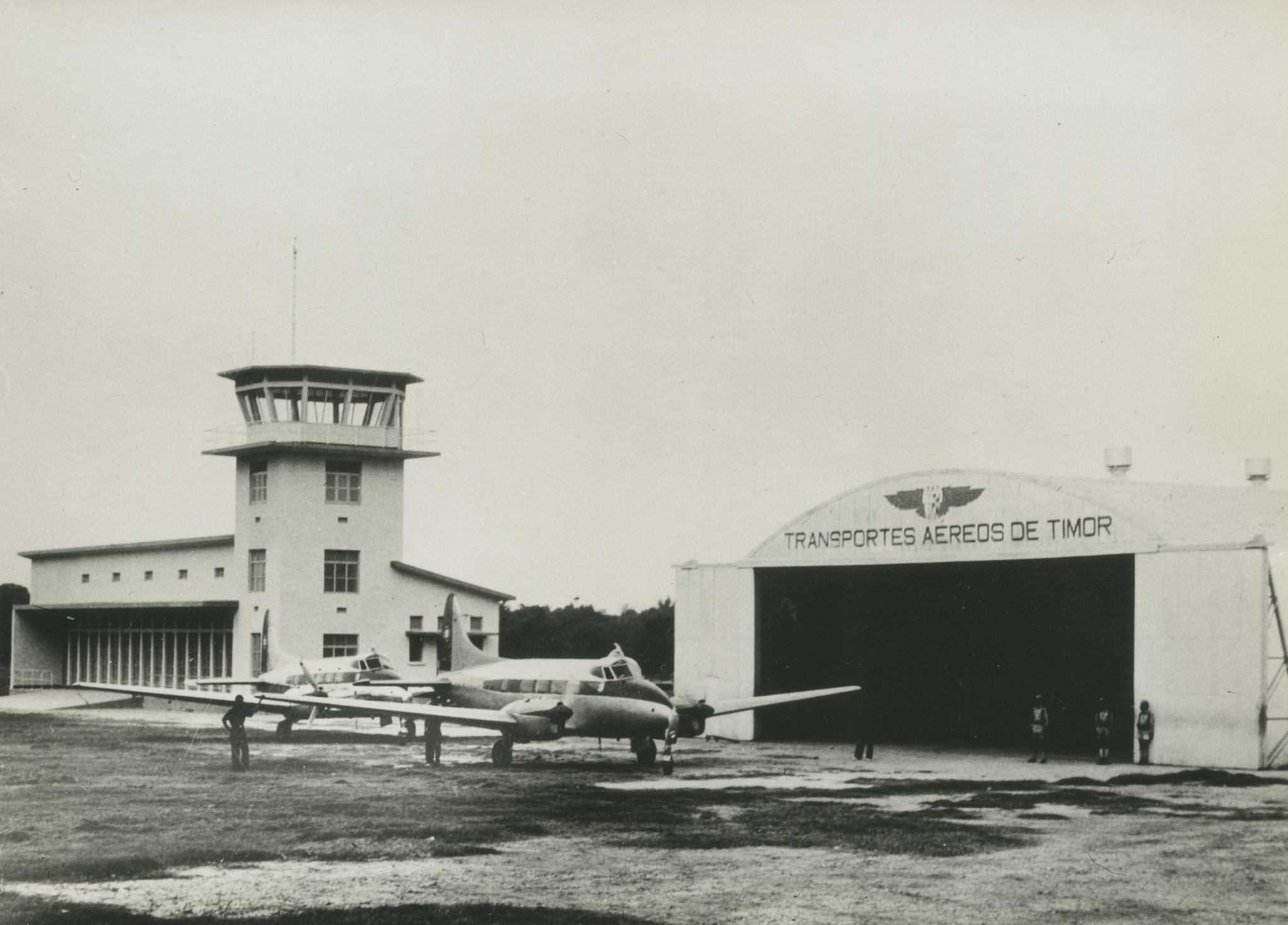
Die Halle der Transportes Aéreos de Timor in der Kolonialzeit

Der erste Flughafen Dilis wurde Anfang der 1930er-Jahre in der portugiesischen Kolonialzeit im Stadtteil Bairro Pite angelegt. Bei der Ankunft des ersten portugiesischen Flugzeugs am 7. November 1934, erhielt der Flughafen den Namen des Piloten Humberto Amaral da Cruz. Die Fläche wurde später als Hubschrauberlandeplatz genutzt. Heute steht hier der Präsidentenpalast Osttimors.
Die Gebäude des neuen Flughafens in Comoro aus der Kolonialzeit stammen vom Architekten José Manuel Galhardo Zilhão.
Infolge der Unruhen in Osttimor 2006 besetzten australische Truppen den Flughafen. Auf dessen Gelände befand sich bis 2009 eines der größten Flüchtlingslager des Landes.

## Fluglinien und Verbindungen
Seit dem 24. Februar 2024 fliegt Aero Dili auch von Dili nach Singapur. Daneben werden Inlandsflüge angeboten.
Die Airnorth (IATA-Code: TL) fliegt seit dem 18. Januar 2000 die Strecke Darwin (Australien)–Dili und zurück, inzwischen täglich in zwei Stunden mit einer Embraer. An zwei Tagen der Woche wird die Strecke sogar zweimal bedient.
Täglich fliegt die Sriwijaya Air von Denpasar auf Bali (Indonesien) nach Dili. 2015 kam die Tochter NAM Air dazu und auch Citilink fliegt nach Bali.
Die Merpati Nusantara Airlines, die mit einer Boeing 737-200 Flüge nach Denpasar anbot, stellte im Februar 2014 ihren Betrieb ein.

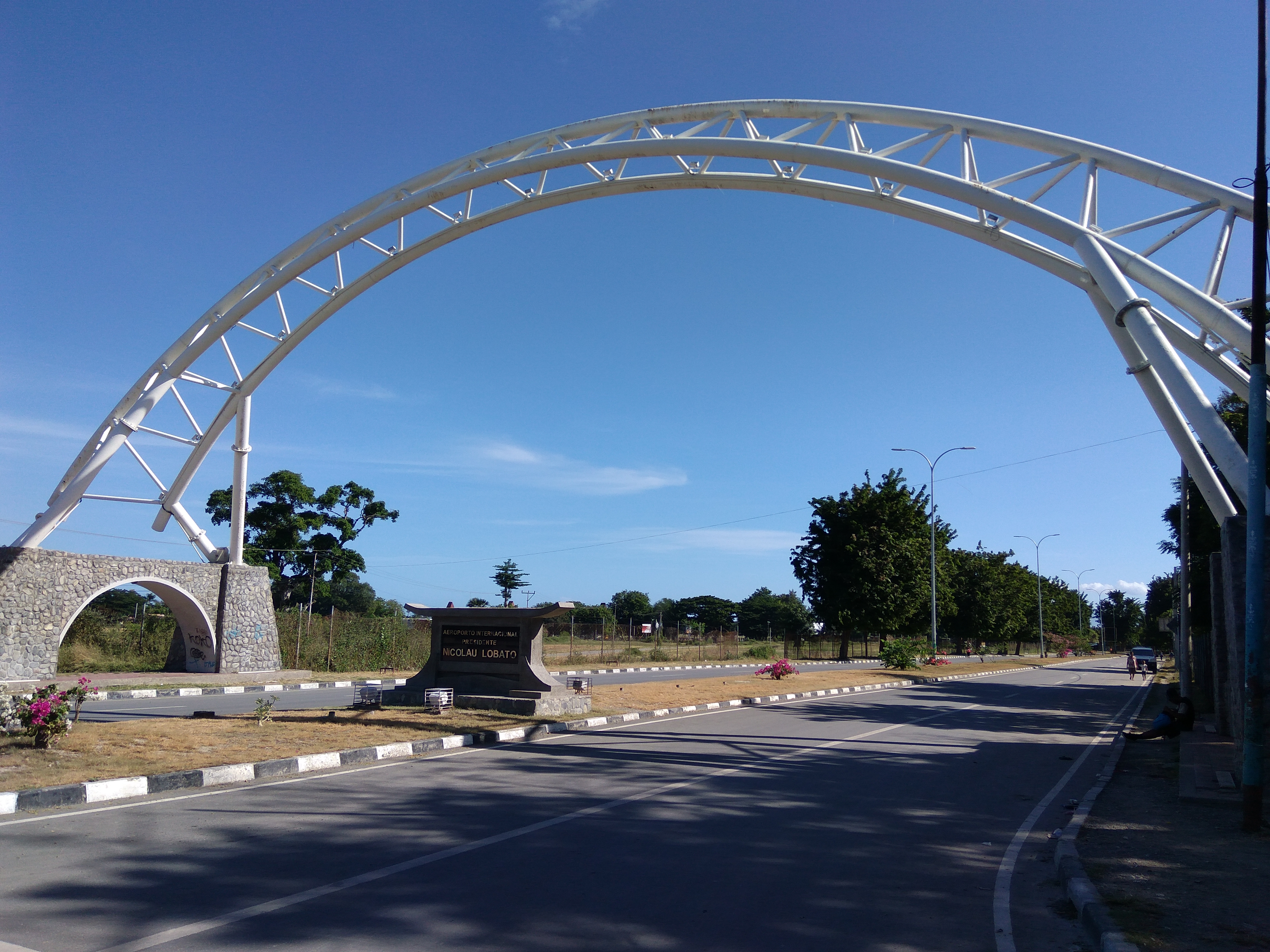
Zufahrt
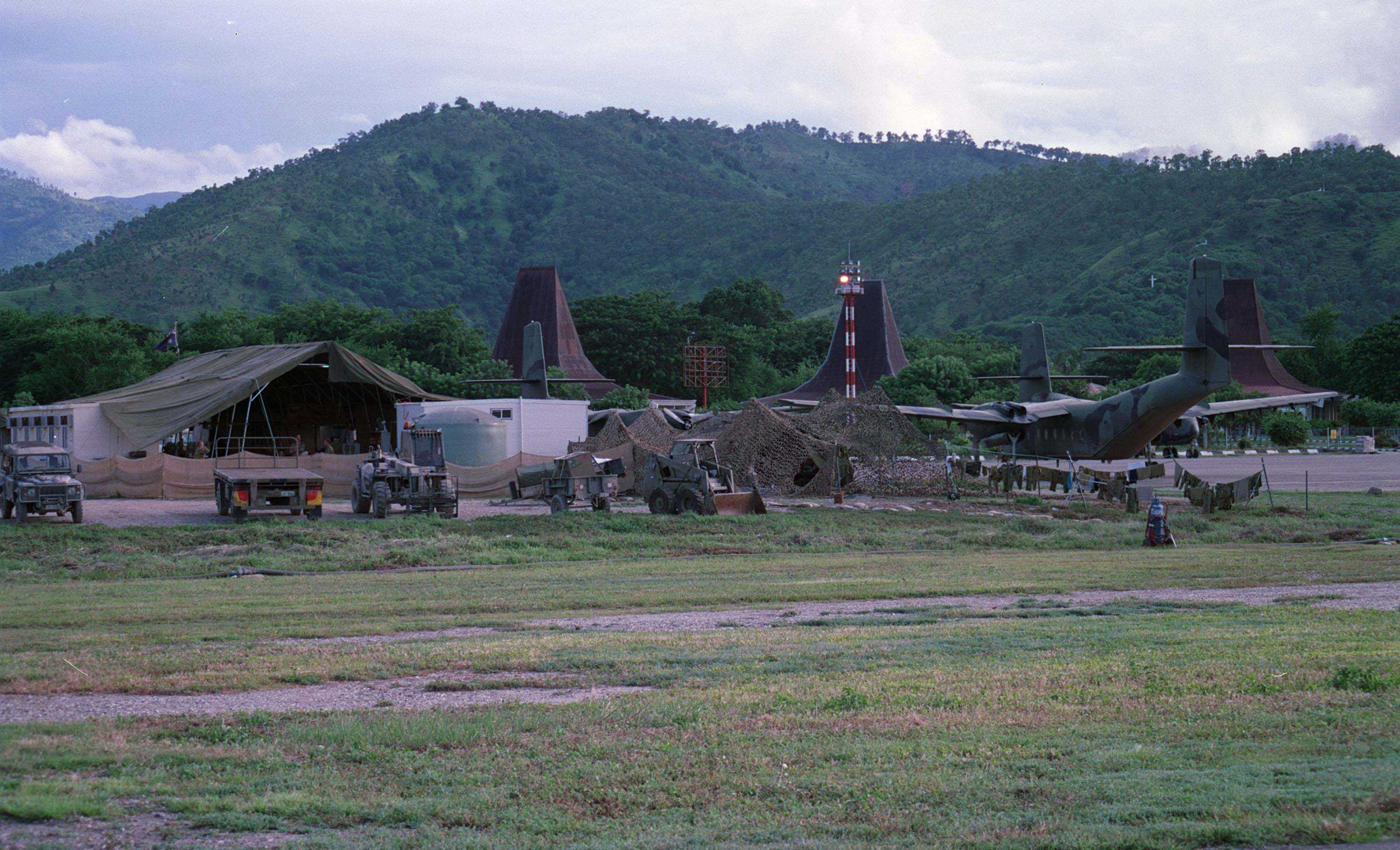
Die Australische Luftwaffe kontrollierte als Teil der INTERFET bereits 2000 den Flughafen.
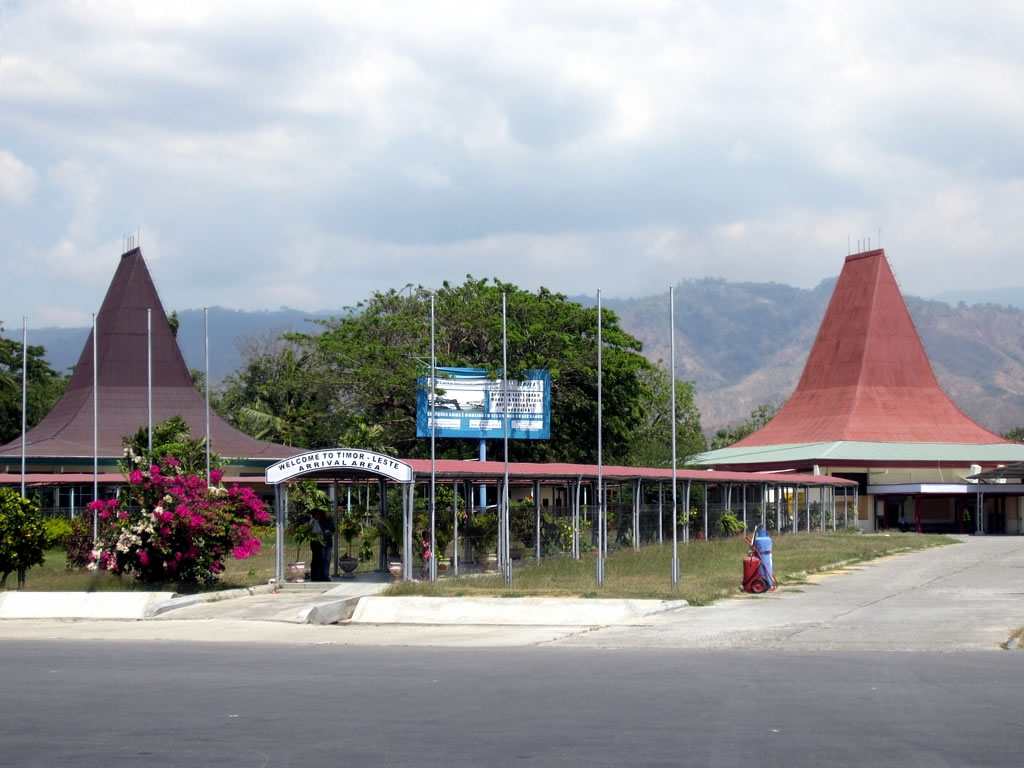
Eingangsbereich
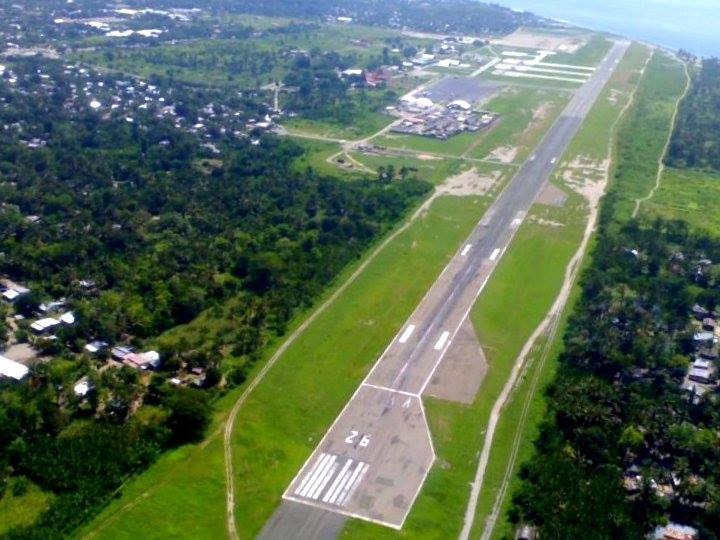
Landebahn
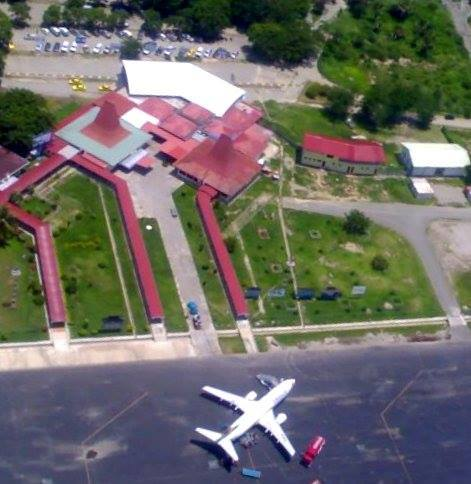
Terminal